# 2Pacalypse Now
Albums de 2Pac
Strictly 4 My N.I.G.G.A.Z.
(1993)
Singles
1. Trapped
Sortie : 25 septembre 1991
2. Brenda's Got a Baby
Sortie : 20 décembre 1991
3. If My Homie Calls
Sortie : 25 février 1992

2Pacalypse Now est le premier album studio de Tupac Shakur, sorti le 12 novembre 1991.
L'album s'est classé 3e au Heatseekers, 13e au Top R&B/Hip-Hop Albums et 64e au Billboard 200 et a été certifié disque d'or par la Recording Industry Association of America (RIAA) le 19 avril 1995. Il n'a jamais atteint le même succès que les autres albums du rappeur, en partie à cause d'une production plus faible, mais il reste important en présentant la conviction politique et le talent lyrique de Tupac. En 2011, les ventes de l'album ont atteint 923 455 exemplaires sur le territoire américain.

## Contenu
Le titre est une référence au film Apocalypse Now (1979) sur la guerre du Viêt Nam.
Ce premier album apparaît comme le plus manifestement politique. Il dénonce des problèmes sociaux tels que la brutalité de la police, la pauvreté, les grossesses d'adolescentes et la drogue. Certains rappeurs comme Nas ou Talib Kweli se sont inspirés de cet album pour réaliser leurs propres opus.
Le morceau Soulja's Story est dédié à George et Jonathan Jackson.

## Liste des titres
| No  | Titre                                                   | Contient un (des) sample(s) de | Durée |
| --- | ------------------------------------------------------- | --- | ----- |
| 1.  | Young Black Male                                        | The Product d'Ice Cube Dead Homiez d'Ice Cube Good Old Music de Funkadelic I Got to Have It d'Ed O.G. & Da Bulldogs Where Was You At de War                                                                                          | 2:35  |
| 2.  | Trapped (featuring Shock G)                             | The Spank de James Brown | 4:44  |
| 3.  | Soulja's Story                                          | Ain't No Sunshine de Bill Withers No Name Bar d'Isaac Hayes Sneakin' in the Back de Tom Scott et The L.A. Express Synthetic Substitution de Melvin Bliss Mind Blowin' de The D.O.C.                                                  | 5:05  |
| 4.  | I Don't Give a Fuck (featuring Pogo)                    | | 4:20  |
| 5.  | Violent                                                 | Pirates Anthem de Home T, Cocoa Tea & Shabba Ranks City Under Siege des Geto Boys Rebel Without a Pause de Public Enemy | 6:25  |
| 6.  | Words of Wisdom                                         | Chameleon d'Herbie Hancock | 4:54  |
| 7.  | Something Wicked (featuring Pee-Wee)                    | Welcome to the Terrordome de Public Enemy | 2:28  |
| 8.  | Crooked Ass Nigga (featuring Stretch)                   | Crab Apple d'Idris Muhammad Gangsta Gangsta des N.W.A Fuck tha Police des N.W.A | 4:17  |
| 9.  | If My Homie Calls                                       | Prelude des N.W.A Fat Mama d'Herbie Hancock Around the Way Girl de LL Cool J I Don't Know What This World Is Coming To des Soul Children featuring Jesse Jackson Let a Woman Be a Woman - Let a Man Be a Man de Dyke and the Blazers | 4:18  |
| 10. | Brenda's Got a Baby (featuring Dave Hollister)          | | 3:55  |
| 11. | Tha' Lunatic (featuring Stretch)                        | One of Those Funky Things de Parliament | 3:29  |
| 12. | Rebel of the Underground (featuring Ray Luv et Shock G) | Impeach the President des Honey Drippers The Pinocchio Theory de Bootsy Collins | 3:17  |
| 13. | Part Time Mutha (featuring Angelique et Poppi)          | Part-Time Lover de Stevie Wonder featuring Luther Vandross Part Time Suckers de Boogie Down Productions Synthetic Substitution de Melvin Bliss                                                                                       | 5:13  |